# American Journal of Psychology
Das American Journal of Psychology (Am J Psychol) war die erste englischsprachige Zeitschrift für Experimentelle Psychologie, die einer empirisch-naturwissenschaftlichen Orientierung folgt (obwohl in der Zeitschrift Mind, die 1876 gegründet wurde, einige Artikel zu diesem Thema bereits früher erschienen sind). AJP wurde an der Johns Hopkins University durch den Psychologen Granville Stanley Hall 1887 gegründet, der die Zeitschrift bis 1920 herausgab. 
Themen sind die Psychologie als Wissenschaft vom Erleben und Verhalten und empirische Untersuchungen dazu, theoretische Abhandlungen, kombinierte theoretisch-empirische Analysen, historische Kommentare und Besprechungen bekannter Bücher.

## Geschichte
Die Zeitschrift ist drei Jahre älter als die erste europäische psychologische Fachzeitschrift, die Zeitschrift für Psychologie, und kann daher als die älteste der Welt gelten. Wilhelm Wundt, der 1879 das erste Experimentalpsychologische Institut in Leipzig gründete, hat 1883 die Zeitschrift Philosophische Studien begründet, wo er und seine Mitarbeiter ebenfalls experimentalpsychologische Arbeiten veröffentlichten. Da er sich als Philosoph sah, wollte er seine neue Psychologie aber als Teilgebiet der Philosophie sehen.
Die viermal im Jahr erscheinende Zeitschrift hat einige bahnbrechende Artikel der Psychologie veröffentlicht. 
Weitere Herausgeber der Zeitschrift waren beispielsweise Edward Titchener (Herausgeber 1921 bis 1925), Edwin Boring (Mitherausgeber 1926 bis 1939) oder Karl M. Dallenbach (Mitherausgeber 1926 bis 1941).